# Twist of Fate
Twist of Fate är en sång som skrevs av Günter "Yogi" Lauke och Emilia Rydberg, och sjöngs in av Emilia Rydberg på skivalbumetBig Big World 1998. 1999 släpptes singelskivan i Sverige.

## Låtlista
CD-singel (Rodeo UMD-87221 (UMG) / EAN 0602508722127)
1. Twist of Fate (balladversion) – 3.44
2. Twist of Fate (navigatorremix, radioversion) – 3.24

Maxisingel (Universal)
1. Twist of Fate (K-Klass Radio Mix) - 3:43
2. Twist of Fate (Album Version) - 3:02
3. Twist of Fate (Pierre J's Good 12") - 5:33
4. Twist of Fate (K-Klass Bunker Dub) - 6:24

## Listplaceringar
| Lista (1999) | Placering |
| ------------ | --------- |
| Sverige      | 37        |